# Liviu Rebreanu
Liviu Rebreanu, född 27 november 1885 i Târlișua, Transsylvanien, Österrike-Ungern (numera Bistrița-Năsăud, Rumänien), död 1 september 1944, var en rumänsk romanförfattare och dramatiker. Han var verksam under mellankrigstiden och skrev realistiska skildringar av bland annat livet i Transsylvanien.

## Liv och gärning
Liviu Rebreanu växte upp i Transsylvanien med en far som var lärare och en teaterintresserad mor. Han utbildade sig till officer i Budapest och arbetade som underlöjtnant i Österrike-Ungerns armé från 1906 till 1909, stationerad i sydöstra Ungern. Därefter sade han upp sig och flyttade lagligt till Rumänien. Han bosatte sig i Bukarest och kom snabbt in i stadens litterära kretsar. Han blev publicerad i tidskrifter och fick genom sina nyfunna kontakter anställning vid en tidning.
Han romandebuterade 1920 med Ion, som skildrar bondelivet i Transsylvanien. Senare skrev han romanen Răscoala ("Upproret"), om det rumänska bondeupproret 1907, som har liknande tematik och räknas som ett centralverk i den rumänska mellankrigslitteraturen. En av Rebreanus kändaste romaner är De hängdas skog från 1922. Den handlar om en rumänsk officer i Österrike-Ungerns armé, som blir besatt av idén att desertera till förmån för Rumänien. Handlingen är inspirerad av Rebreanus bror, som var officer och blev avrättad när han försökte desertera. Liviu Ciulei har filmatiserat romanen och fick för detta priset för bästa regi vid filmfestivalen i Cannes 1965.
Rebreanu blev invald i Academia Română 1939. Åren 1941 till 1944 var han chef för Nationalteatern i Bukarest.
I början av 1940-talet började hans hälsa försämras. Han var en inbiten rökare och drabbades 1941 av bronkit. Våren 1944 var han allvarligt sjuk och flyttade från Bukarest till Valea Mare i Argeș, där han tillbringade sin sista tid. Han avled 1 september samma år.

### Utgivet på svenska
- Enkla själar: Vaktmästare Filibasch (anonym översättning?, Biblioteksbokhandeln, 1943)
- De hängdas skog (översättning Ingeborg Essén, Bonnier, 1944)